# Bad Urach

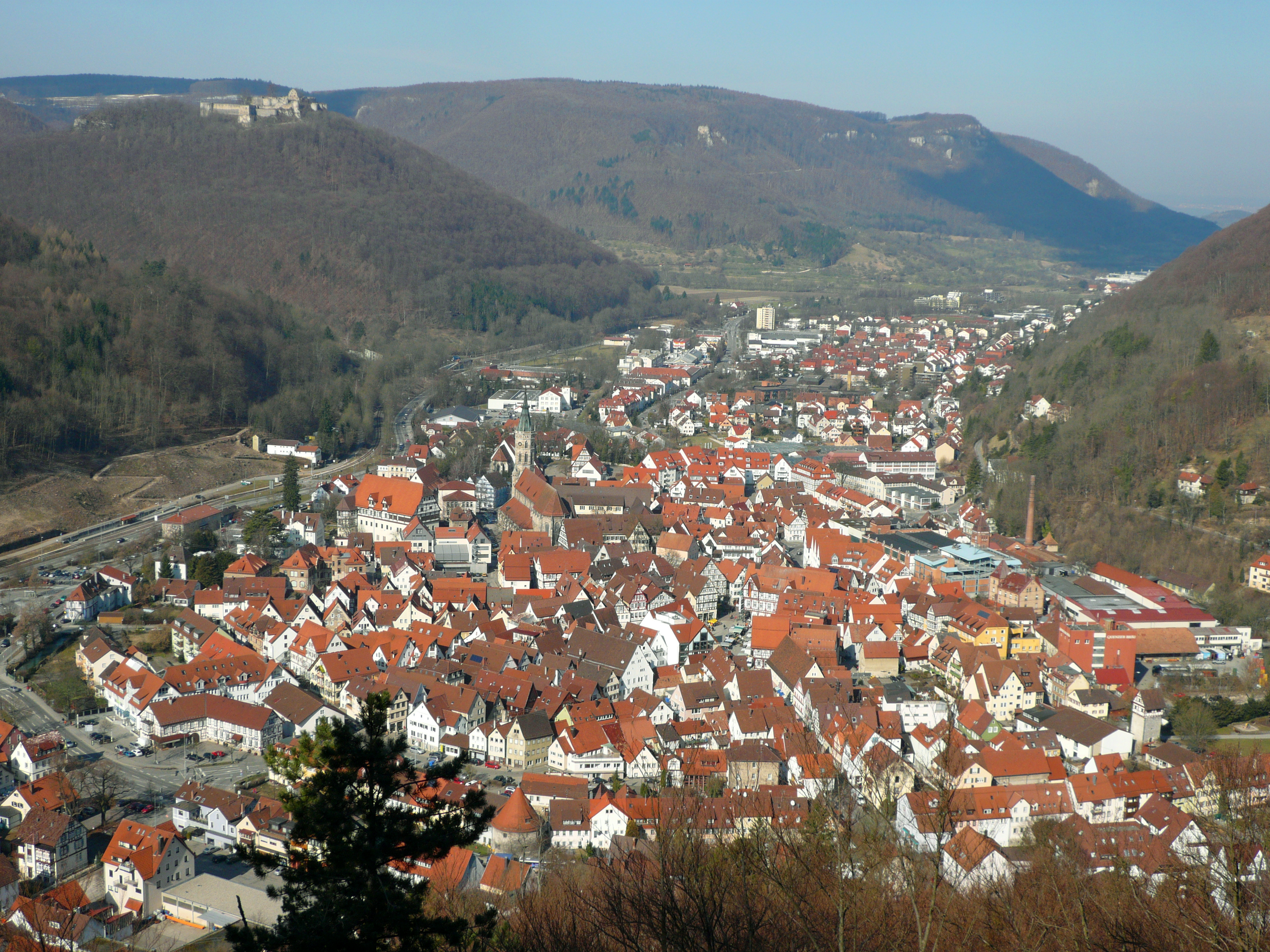
Bad Urach văzut de la Michelskapelle

Bad Urach este un oraș din districtul Reutlingen, landul Baden-Württemberg, Germania. Situat la poalele masivului muntos Schwäbische Alb orașul este recunoscut ca stațiune balneară și climatică.
Următoarele orașe și comune, toate făcând parte din districtul Reutlingen, se învecinează cu orașul Bad Urach (în ordinea acelor de ceasornic): Hülben, Grabenstetten, Römerstein, Gutsbezirk Münsingen, Münsingen, St. Johann și Dettingen an der Erms.
Din punct de vedere administrativ orașul se compune din următoarele localități: Hengen (687,01 ha; 854 locuitori), Seeburg (220,65 ha; 302 loc.), Sirchingen (481,78 ha; 1031 loc.), Bad Urach (2.797,89 ha; 9289 loc.) și Wittlingen (1362,24 ha; 1112 loc.).

## Personalități marcante
- Cem Özdemir (n. 1965), om poltic, președintele partidului Verzii
- Ulrike C. Tscharre, actriță

1. ↑  , Statistisches Landesamt Baden-Württemberg, Bibliothek[*] http://www.statistik.baden-wuerttemberg.de/BevoelkGebiet/Bevoelkerung/01515020.tab?R=GS415078 Lipsește sau este vid: |title= (ajutor)